# 大字報 (電視術語)
大字報是電視節目製作過程中，幕後工作人員以大字體書寫，在錄影時提示幕前人員的紙張。例如提示電視劇演員該講什麼台詞，提示綜藝節目主持人該講什麼台詞、該請哪位（或哪些）來賓出場、幾秒後進廣告等。

## 實例
1994年3月1日，中華電視公司綜藝節目《綜藝萬花筒》開播短劇單元〈電視研究所〉，第一集以搞笑歌仔戲《洛神茶與蛋花湯》戲仿臺灣電視公司八點檔歌仔戲《洛神》，劇中戲仿楊麗花因看不清楚大字報而連續NG。